# کاراته در المپیک تابستانی ۲۰۲۰ – ۶۷ کیلوگرم مردان
مسابقات کومیته ۶۷ کیلوگرم مردان در کاراته در بازی‌های المپیک تابستانی ۲۰۲۰ در ۵ اوت ۲۰۲۱ در نیپون بودوکان برگزار شد.

## قالب
این مسابقه در یک مرحله گروهی در دو گروه و سپس در یک مرحله حذفی انجام شد. هر گروه متشکل از پنج ورزشکار بود. ورزشکاری که در گروه A اول شد در مرحله نیمه‌نهایی با ورزشکاری روبرو شد که در گروه B دوم شد و بالعکس. هیچ مسابقه‌ای برای مدال برنز در مسابقات کومیته وجود نداشت. بازندگان نیمه‌نهایی هر کدام یک مدال برنز دریافت کردند.
با این حال، ورود یک ورزشکار تیم پناهندگان المپیک منجر به این شد که این رویداد ۱۱ شرکت‌کننده داشته باشد. در نتیجه، گروه B دارای شش شرکت‌کننده و در مجموع ۱۵ مبارزه بود.

## تقویم
همه زمان‌ها به وقت محلی است (UTC+9).
| تاریخ               | زمان                    | مرحله                                                  |
| ------------------- | ----------------------- | ------------------------------------------------------ |
| پنجشنبه، ۵ اوت ۲۰۲۱ | ۱۲:۰۵ ۲۰:۰۵ ۲۰:۴۰ ۲۱:۰۰ | مرحله گروهی نیمه‌نهایی مسابقه مدال طلا مراسم اهدای مدال |

## نتایج

### مرحله گروهی
گروه A
| ورزشکار                | بازی | برد | باخت | امتیاز | صلاحیت              |
| ---------------------- | ---- | --- | ---- | ------ | ------------------- |
| دارکان اسدیلوف (KAZ)   | ۴    | ۴   | ۰    | ۸      | نیمه‌نهایی           |
| ارای شامدان (TUR)      | ۴    | ۳   | ۱    | ۶      | نیمه‌نهایی           |
| علی الصاوی (EGY)       | ۴    | ۱   | ۳    | ۲      | امتیازات کسب شده: ۶ |
| ناوتو ساگو (JPN)       | ۴    | ۱   | ۳    | ۲      | امتیازات کسب شده: ۵ |
| فردوسی فرزالی اف (AZE) | ۴    | ۱   | ۳    | ۲      | امتیازات کسب شده: ۴ |

گروه B
| ورزشکار                  | بازی | برد | باخت | امتیاز | صلاحیت     |
| ------------------------ | ---- | --- | ---- | ------ | ---------- |
| عبدالرحمان المصطفی (JOR) | ۴    | ۴   | ۰    | ۸      | نیمه‌نهایی  |
| استیون دا کوستا (FRA)    | ۴    | ۳   | ۱    | ۶      | نیمه‌نهایی  |
| هامون درفشی‌پور (EOR)     | ۴    | ۲   | ۲    | ۴      |            |
| کالویس کالنینس (LAT)     | ۴    | ۱   | ۳    | ۲      |            |
| آندرس مادرا (VEN)        | ۴    | ۰   | ۴    | ۰      |            |
| آنجلو کرشنزو (ITA)       | ۰    | ۰   | ۰    | ۰      | انصراف داد |

### مرحله حذفی
|  | نیمه نهایی | نیمه نهایی               | نیمه نهایی |  |  | نهایی                 | نهایی                 | نهایی |
|  |            |                          |            |  |  |                       |                       |       |
|  | A1         | دارکان اسدیلوف (KAZ)     | ۲          |  |  |                       |                       |       |
|  | B2         | استیون دا کوستا (FRA)    | ۵          |  |  | استیون دا کوستا (FRA) | استیون دا کوستا (FRA) | ۵     |
|  | B1         | عبدالرحمان المصطفی (JOR) | ۰          |  |  | ارای شامدان (TUR)     | ارای شامدان (TUR)     | ۰     |
|  | A2         | ارای شامدان (TUR)        | ۲          |  |  |                       |                       |       |
|  |            |                          |            |  |  |                       |                       |       |
|  |            |                          |            |  |  |                       |                       |       |
|  |            |                          |            |  |  |                       |                       |       |